# Москаленки (Черкасская область)
Москале́нки (укр. Москаленки) — село в Чернобаевском районе Черкасской области Украины.
Население по переписи 2001 года составляло 1623 человека. Почтовый индекс — 19970. Телефонный код — 4739.

## Местный совет
19970, Черкасская обл., Чернобаевский р-н, с. Москаленки, ул. Шевченка, 45